# Eva Boto
Eva Boto (Dravograd, 1º dicembre 1995) è una cantante slovena.
Il 26 febbraio 2012 avviene l'annuncio ufficiale che comunica che Eva Boto è stata scelta per rappresentare la Slovenia all'Eurovision Song Contest 2012 che si terrà a Baku in Azerbaigian con la canzone Verjamem
Il pezzo viene presentato durante la seconda semifinale del 4 maggio 2012, non riuscendo però a raggiungere la finale (finirà solo diciassettesimo).